# Frente Rojiblanco Sur
El Frente Rojiblanco Sur (FRBS) es una barra brava del Junior de Barranquilla, fundada en 1998 y ubicada en la tribuna sur del Estadio Metropolitano Roberto Meléndez. Junto a La Banda de los Kuervos y al Bloke Central, forman La Banda Del Tiburón.

## Historia
El 15 de marzo de 1998, durante un partido entre Junior y Envigado, las barras se reunieron en la tribuna occidental baja lateral sur, y un pequeño grupo de aficionados se diferenció del resto por sus cantos, saltos, avalanchas y ánimos antes, durante y después del partido. Semanas después, en un partido frente a Atlético Bucaramanga, y tras un altercado con el resto de grupos, este grupo consiguió 40 entradas hasta noviembre de 1998, y el 19 de julio, en un partido ante Unión Magdalena, apareció por primera vez en el centro de la tribuna sur como Frente Rojiblanco Sur.

## Incidentes

### Fantasma de la B

Escudo de la Barra Brava FRBS

En un encuentro ante Atlético Bucaramanga en la fase de grupos del Torneo Apertura 2016, integrantes de la barra sacaron un tifo de un fantasma con una B pintada con los colores de dicho equipo, en alusión a su paso por la segunda división. La Dimayor lo consideró incitación a la violencia y sugirió a Junior una sanción al grupo de dos jornadas sin poder entrar ni bombos ni banderas al estadio, pero finalmente la sanción fue levantada tras escuchar el club las explicaciones de la barra.